# Болгарсько-британські відносини
Болга́рсько-брита́нські відно́сини — двосторонні міжнародні відносини між Болгарією та Великою Британією. Країни встановили дипломатичні відносини у липні 1879 року після здобуття Болгарією незалежності від Османської імперії. Впродовж Першої світової війни, Другої світової війни та Холодної війни держави були ворогами. Починаючи з 1989 року, відносини є дружніми. У Болгарії є посольство в Лондоні, а у Великої Британії є посольство в Софії. Обидві країни є членами Європейського Союзу та НАТО.

## Королівські візити до Болгарії
- Принц Уельський
  - 6–8 листопада 1998 — Софія та Пловдив
  - 13–14 березня 2003 — Софія та Варна
- Герцог Йоркський
  - 17–19 жовтня 2001 — Софія
- Граф Уессекський та графиня Уессекська
  - 23-24 червня 2013 — Софія
- Герцог Кентський
  - 7–9 квітня 2014 — Софія та Пловдив